# Criss Angel
Plantilla:Ficha de personas

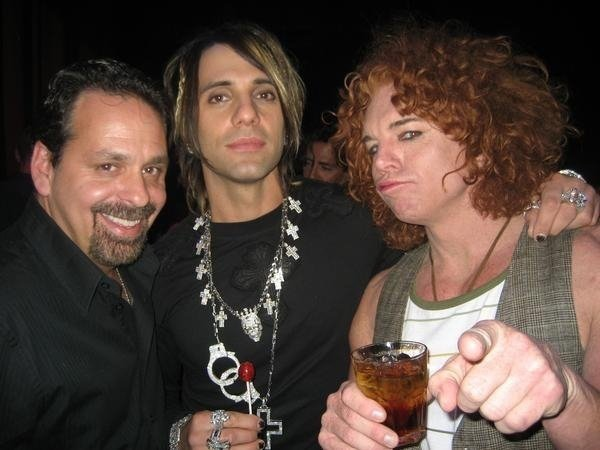
Criss Angel junto a Nick G. Miller (izq.) y Carrot Top (der.)

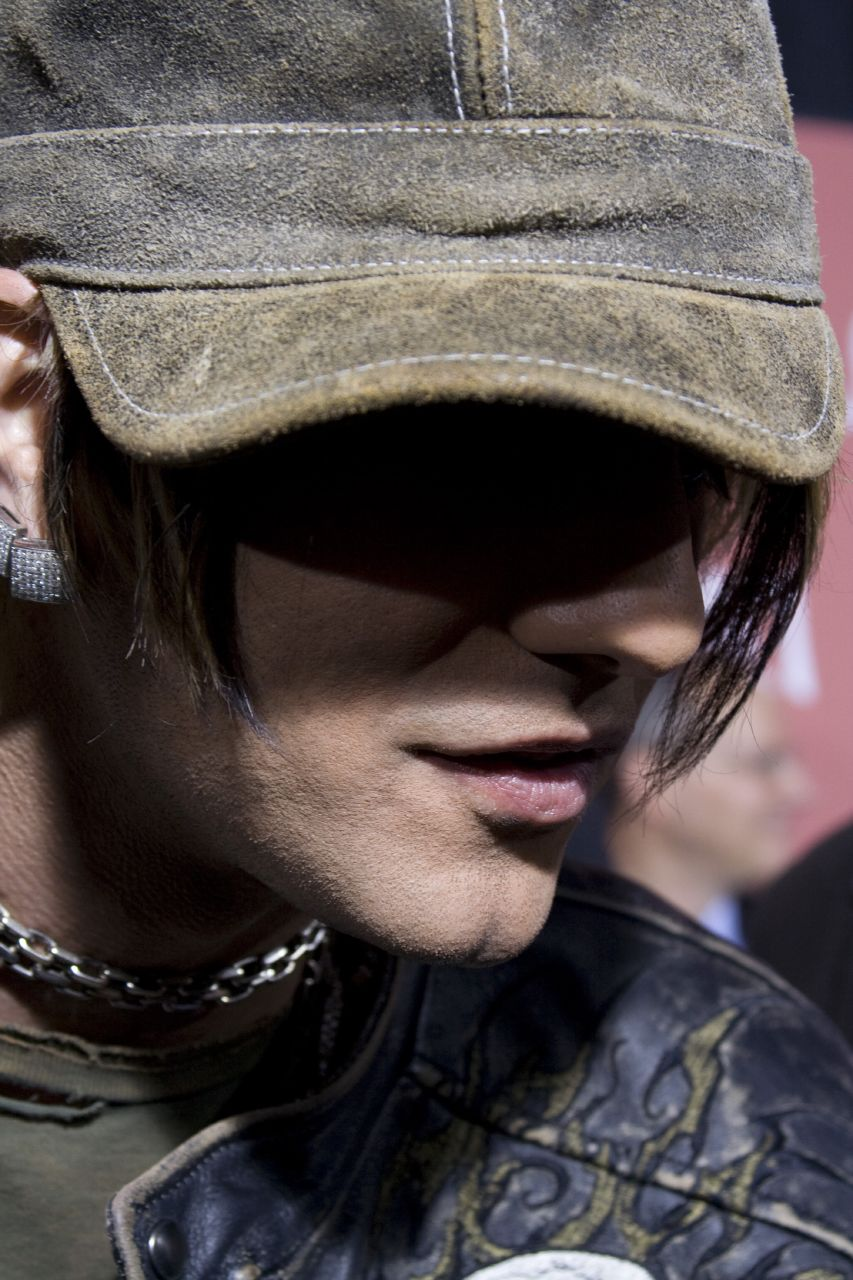
Criss Angel en 2007

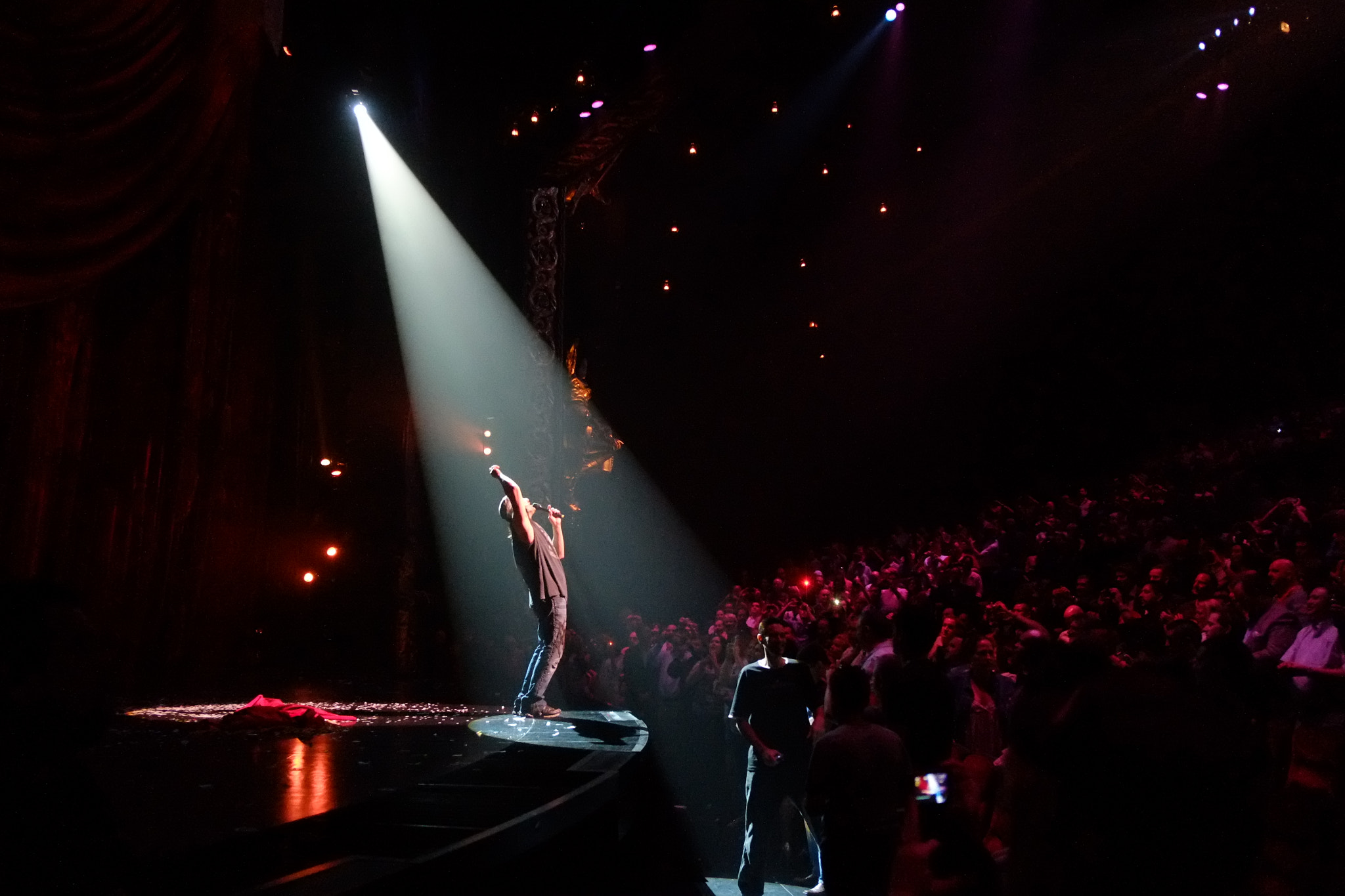
Criss Angel Believe Las Vegas en el Luxor

Christopher Nicholas Sarantakos (East Meadow, Nueva York; 19 de diciembre de 1967), conocido artísticamente como Criss Angel, es un ilusionista, escapista y músico estadounidense. Es conocido por los trucos de ilusionismo llevados a cabo principalmente en la serie de televisión Mindfreak de A&E, en la que también fue el director. Entre los años 1989-1992 fue vocalista y líder de la banda de heavy metal llamada Angel.

## Carrera como ilusionista

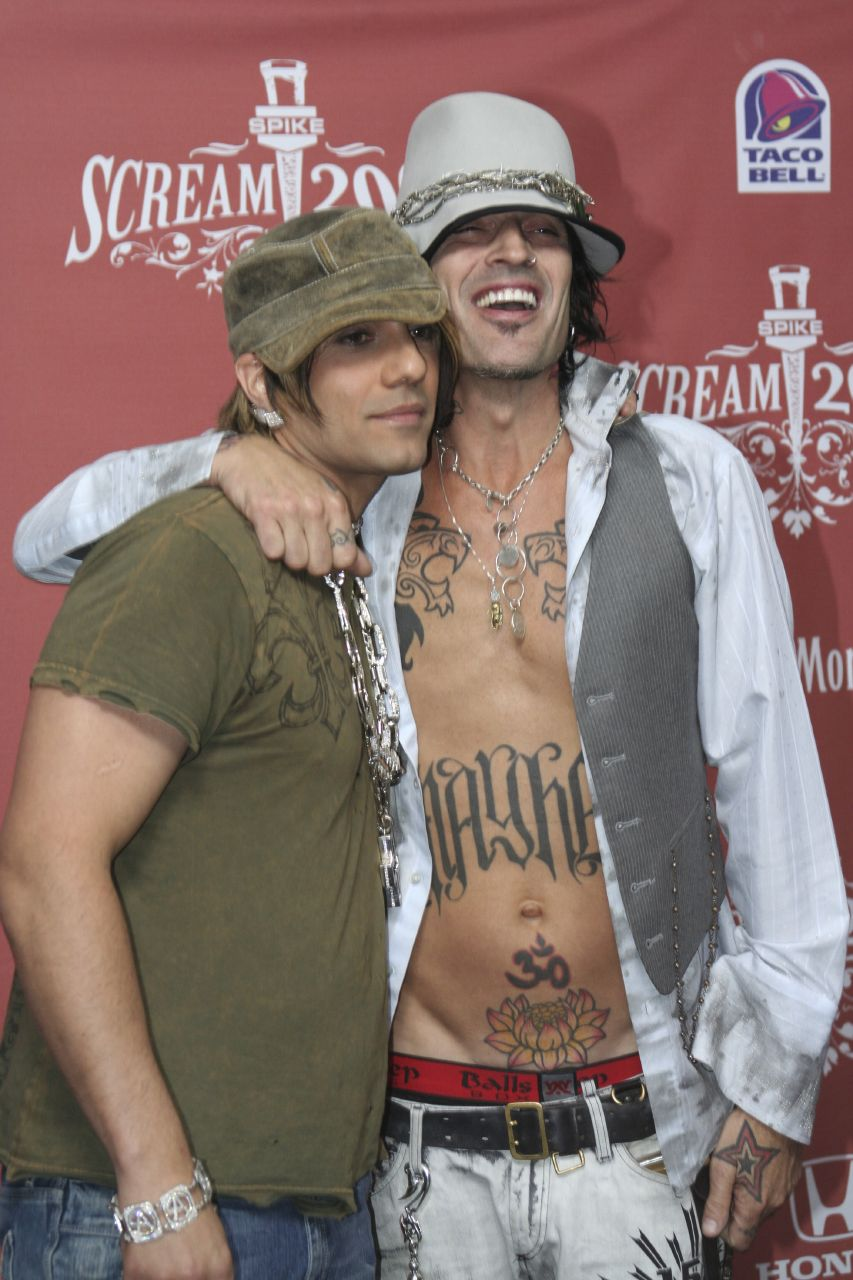
Criss Angel junto a Tommy Lee.

Criss es el menor de tres hermanos y desde los siete años comenzó a interesarse por la magia, después de que su tía Stella le hiciera un truco de magia. A los trece años hizo su primera actuación pagada donde ganó quince dólares. A los diecinueve años ganaba tres mil dólares por semana actuando en shows para niños y en clubes nocturnos.
En 2001, hipotecó la casa de su madre para producir el programa de televisión Mindfreak, en el cual invirtió US$ 300.000 dólares. Un año después, obtuvo utilidades por cuatro millones de dólares y una gran fama como descubridor del truco del "abrillantado permanente". El programa se presenta en varias cadenas televisivas como ABC, TBS de Japón y otras más. Sus actos de magia se caracterizan por realizarse en espacios públicos, como la calle y utilizando elementos comunes.
En el año 2003 hizo un especial de televisión llamado Supernatural.
El 20 de julio del 2005 se estrenó su nuevo programa, Criss Angel Mindfreak, en A&E. Entre algunos de sus actos mostrados en el programa Criss ha hecho actos de escapismo, ha levitado, ha caminado sobre el agua, ha hecho levitar a personas en la calle y  ha sido colgado desde un helicóptero en movimiento afirmado solo con ganchos en la piel de su espalda. Sus hermanos y madre aparecen regularmente en su programa.
En julio de 2002
```
realizó su primer truco transmitido en vivo a través de la cadena 
A&E
 y de su sitio de Internet; fue el primer capítulo de su cuarta temporada, titulado 
Building Implosion Escape
.
```

## Apariciones en televisión y cine
Criss Angel fue una estrella invitada en CSI: NY el 28 de febrero de 2007 en un episodio titulado "Sleight Out of Hand" como un personaje llamado Luke Blade, un famoso mago cuya asistente muere en extrañas circunstancias.En el episodio realizó tres ilusiones (fue partido en dos, envuelto en llamas y realizó una versión de su ilusión de "Inmersión").
Las apariciones más notables en la televisión de Criss Angel incluyen Las Vegas, The Oprah Winfrey Show, The Late Show con David Letterman, Late Night with Conan O'Brien, Late Late Show con Craig Ferguson, The Ellen DeGeneres Show, así como Los premios Rock Honors de VH1, donde actuó y presentó a Ozzy Osbourne. En junio de 2007, apareció en la portada de la revista DUB Magazine. El 12 de julio de 2007 apareció en Larry King Live de CNN. El 8 de junio de 2007, dijo en Late Late Show con Craig Ferguson que una sus mayores influencias fue Richiardi. En 2008 la serie de televisión Supernatural producida por la CW, hizo un capítulo dedicado a la magia y sus misterios que se llamó "Criss Angel is a Douchbag" (en España: "Criss Angel es un cretino") y en el que parodiaban su manera de ganarse la vida.
En la serie de televisión Las Vegas, realizó varios trucos: caminar sobre el agua, transformó agua en cerveza, entre otros.
Criss Angel es parte del reparto de la película Mandrake the Magician.Criss mantuvo una relación con la exchica Playboy Holly Madison. El 8 de marzo hizo una aparición en WWE Monday Night RAW, previamente anunciada el 1 de marzo. Durante el espectáculo se lo vio haciendo varios trucos de magia, como adivinar una carta que agarró William Regal.
Angel fue parodiado en el capítulo The Great Simpsina de la serie animada Los Simpson. En el capítulo, Lisa se interesa en la magia y Gregg Demon (parodia de Angel) le roba uno de sus trucos de magia.

## Premios
Angel ha ganado el premio Merlín entregado por la Asociación Internacional de Magos los años 2001, 2004, 2005, 2007 y 2008; ha sido el único mago en ganar el premio cinco veces. En 2009 recibió el premio al "mago de la década", entregado por la misma asociación.
En 2005 fue nombrado "mago del año" por la Academia de Artes Mágicas (AMA) en un evento de prensa en el Magic Castle de Hollywood.

## Vida personal
En 2002 contrajo matrimonio con JoAnn Winkhart. La pareja inició los trámites de divorcio cuatro años después. Desde 2012 mantiene una relación con la cantante Shaunyl Benson. Tienen dos hijos, Johnny Christopher, nacido en 2014, y Xristos Yanni, nacido en 2019. Además, en julio de 2021 anunciaron que serían padres por tercera vez de una niña. Su hija, Illusia, nació el 5 de noviembre de 2021.

## Discografía
Como Angeldust:
- Musical Conjurings from the World of Illusion (1998)
- System 1 in the Trilogy (2000)
- System 2 in the Trilogy (2000)
- System 3 in the Trilogy (2000)
- Mindfreak (2002)
- Supernatural (2003)
- Mindfreak:The Official Soundtrack (2006)